# Cappella Ammannati
La cappella Ammannati appartiene al Camposanto monumentale di Pisa. È situata lungo la parete nord, sul lato sinistro, ed è in diretta concomitanza con il portone ovest, sito sul lato sud, normalmente chiuso.

## Storia e descrizione

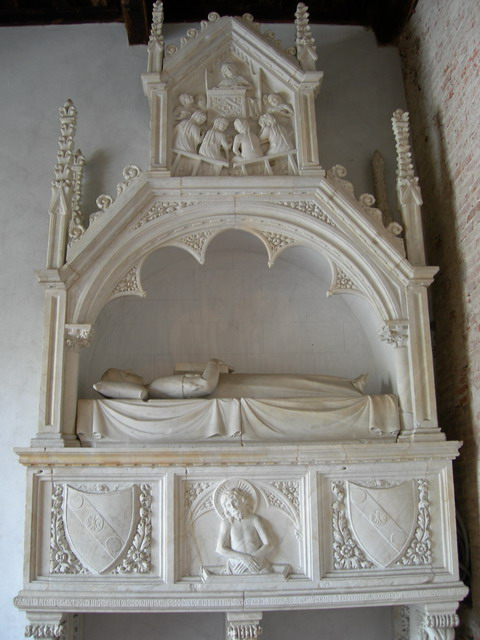
Sepolcro di Ligo Ammannati

Prende nome dalla tomba monumentale di Ligo Ammannati, docente di medicina presso l'Università di Pisa.

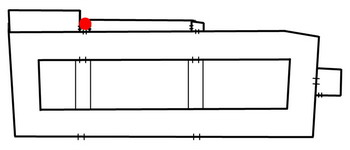
Collocazione della cappella Ammannati nel Camposanto

Tale sepoltura a parete, risalente agli anni 1359-1360, una volta ultimata, fu presa a modello per l'apertura di quattordici arcate che avrebbero dovuto fare da ingresso a nuove cappelle, ma che in seguito furono tamponate per procedere, con l'eccezione della cappella Aulla, alla stesura dei famosi affreschi di Benozzo Gozzoli con le storie dell'Antico Testamento. La tomba di Ligo Ammannati rappresentava un'eccezione per l'epoca in Camposanto, in quanto fino ad allora le sepolture avvenivano o sotto la pavimentazione stessa, ricoperta da lastre marmoree, oppure in antichi sarcofagi romani riutilizzati secondo la moda del tempo. Tra i vari scultori pisani chiamati per eseguire l'opera, figurano Francesco di Lippo, Colo Mucido di Coscio, Matteo di Tome e Puccio di Landuccio, vicini per stile a Nino e Tommaso Pisano.
Sopra l'arco di accesso si trova l'affresco di Benozzo Gozzoli raffigurante l'Adorazione dei Magi.
La cappella, liberamente accessibile, funge da atrio per l'accesso al cosiddetto Salone degli affreschi, dove erano conservati i capolavori di Buonamico Buffalmacco: Il trionfo della Morte, Il Giudizio Universale e Inferno e Gli anacoreti nella Tebaide (attualmente ricollocati sulla parete meridionale dopo il restauro terminato nel 2018). 
Dalla cappella si accede anche ad una seconda sala, attualmente chiusa, che la collega con la cappella Aulla.